# Hickmanolobus
Hickmanolobus là một chi nhện trong họ Orsolobidae.